# Óbög megállóhely
Óbög megállóhely egy Bács-Kiskun vármegyei vasúti megállóhely Tiszakécske településen, a MÁV üzemeltetésében.

## Vasútvonalak
A megállóhelyet az alábbi vasútvonalak érintik:
- Kecskemét–Szolnok-vasútvonal

## Kapcsolódó állomások
A megállóhelyhez az alábbi állomások vannak a legközelebb:
- Tiszajenő alsó megállóhely
- Újbög megállóhely

## Megközelítése közúton
A megállóhely a Tiszakécskéhez tartozó Tiszabög település északi szélén található, a 4625-ös út közelében, de közúti megközelítését csak önkormányzati utak biztosítják.

## Forgalom
| Járat | Útvonal | Gyakoriság |
| ----- | --- | ---------- |
| S220  | Szolnok – Piroska – Tószeg – Tiszavárkony – Tiszajenő-Vezseny – Tiszajenő alsó – Óbög – Újbög – Tiszakécske – Kerekdomb – Lakitelek – Árpádszállás – Szikra – Világoshegy – Nyárjas – Nyárlőrinc alsó – Nyárlőrinc – Nyárlőrinci szőlők – Kisfái – Alsóúrrét – Kecskemét | 2 óránként |